# ك. إس. مانوج
ك. إس. مانوج (بالإنجليزية: K. S. Manoj)‏ هو سياسي هندي، ولد في 19 أبريل 1965 في الهند. حزبياً، نشط في الحزب الشيوعي الهندي. وقد انتخب عضو لوك سابها ‏.